# لويز هوفمان
لويز هوفمان (بالألمانية: Luise Hoffmann) هي طيارة ألمانية، ولدت في 8 يوليو 1910 في غلزنكيرشن في ألمانيا، وتوفيت في 27 نوفمبر 1935 في Horn, Austria ‏ في النمسا.